# Alexander Tved Hansen
Alexander Tved Hansen (født 15. juni 1998 i Arden, Danmark) er en dansk ungdomsfodboldspiller, der spiller for IF Jarl Arden.

## Karriere
Han skiftede i 2011 fra barndomsklubben "IF Jarl Arden", hvor han startede sin karriere i 2004. I AaB var han anfører for klubbens U/19 Liga-hold i U/19 Ligaen.
Han skiftede den 25. august 2017 til 2. divisionsklubben Jammerbugt FC.

## Landsholdskarriere
Han har spillet flere ungdomslandskampe for Danmark, hvor han debuterede på U/16-landsholdet den 1. maj 2014.